# Devon-Berwyn
Devon-Berwyn fue un lugar designado por el censo ubicado en el condado de Chester en el estado estadounidense de Pensilvania. En el año 2000 tenía una población de 5067 habitantes y una densidad poblacional de 783 personas por km².

## Geografía
Devon-Berwyn se encuentra ubicado en las coordenadas 40°02′37″N 75°26′10″O / 40.04361, -75.43611.

## Demografía
Según la Oficina del Censo en 2000 los ingresos medios por hogar en la localidad eran de $74 886 y los ingresos medios por familia eran $87 228. Los hombres tenían unos ingresos medios de $62 241 frente a los $39 824 para las mujeres. La renta per cápita para la localidad era de $35 551. Alrededor del 4,3% de la población estaba por debajo del umbral de pobreza.